# بي أيه إس كيه بيوغراد
نادي أو إف كيه بيوغراد لكرة القدم (بالصربية:ФК БАСК) نادي كرة قدم صربي يلعب في الدرجة الثالثة . تم تأسيس النادي في سنة 1903 .